# Уилсон, Мэттью
Мэттью Уилсон (англ. Matthew Wilson; род. 8 декабря 1998, Пенрит) — австралийский пловец, чемпион мира 2019 года в эстафетном заплыве, призёр чемпионатов мира 2017 и 2019 годов.

## Карьера
На чемпионате мира 2017 года в Венгрии в составе смешанной эстафетной команды завоевал серебряную медаль - первую в карьере. 
На чемпионате мира 2019 года в корейском Кванджу стал чемпионом мира в составе смешанной эстафетной команды. Через несколько дней в полуфинале установил мировой рекорд на дистанции 200 метров брассом, однако в финале россиянин Антон Чупков улучшил показатель лучшего времени за всю историю плавания, а Мэттью довольствовался только серебряной медалью. 